# Ilhas Selvagens
De Ilhas Selvagens (Portugees voor "wilde eilanden", uitspraak: [ˈiʎɐʃ sɛlˈvaʒɐ̃jʃ]) vormen een kleine archipel in de noordelijke Atlantische Oceaan tussen Madeira (280 km) en de Canarische Eilanden (165 km). De archipel omvat twee eilanden en verschillende rotspunten. De eilandengroep vormt het uiterste zuiden van Portugal. De eilanden hebben slechts één inwoner, een wachter.
Bestuurlijk maken de eilanden deel uit van Madeira, maar de Portugese regering onderzoekt om voor de eilanden een aparte gemeentelijke structuur (concelho) te creëren.

## Geschiedenis
Net zoals alle eilanden binnen Macaronesië hebben ook de Ilhas Selvagens een vulkanische oorsprong. De eerste gedocumenteerde ontdekking van de eilanden dateert uit 1438, toen Diogo Gomes de Sintra hen opmerkte bij zijn terugkeer naar Portugal uit Guinea, achttien jaar na de ontdekking van Madeira. In die tijd breidden de Portugezen de horizon van de Europese geografische kennis continu uit.
Hoewel ze ver en geïsoleerd liggen, hebben de eilanden officiële bezoeken ontvangen van vier Portugese staatshoofden, Mário Soares, Jorge Sampaio, Aníbal Cavaco Silva en Marcelo Rebelo de Sousa met het oog op de versterking van de nationale soevereiniteit van Portugal over de archipel en om de status van het gebied als nationaal natuurreservaat te onderstrepen.
Er waren een aantal kleine diplomatieke incidenten met Spanje over visserijrechten en overvluchten van militaire vliegtuigen over de eilanden. Spanje erkent de Portugese soevereiniteit over de eilanden niet, hoewel het de facto het Portugese bezit ervan erkent. Het ontzegt aan de onderdelen van de archipel echter het statuut van eilanden, en beschouwt hen als kliffen en rotspunten. Zowel de Portugese regering als internationale specialisten classificeren ze als eilanden, wat gevolgen heeft voor de afbakening van de Exclusieve Economische Zone rond de archipel. Deze zone wordt door Spanje niet aanvaard.

## Geografie
De archipel bestaat uit twee groepen. De noordoostelijke groep omvat het eiland Selvagem Grande en twee rotspunten, Palheiro da Terra en Palheiro do Mar. De zuidoostelijke groep omvat het eiland Selvagem Pequena en de rotspunt Fora naast een aantal kleinere kliffen (Alto, Comprido, Redondo en Norte kliffen) Een uitgestrekt rif omringt de archipel en maakt het moeilijk om aan te leggen op hun kust.
Selvagem Grande en Selvagem Pequena liggen 15 kilometer van elkaar verwijderd. De archipel heeft een totale oppervlakte van 273 hectare; groter dan Vaticaanstad (44 hectare) en Monaco (195 hectare) samen.

## Klimaat en milieu
De temperatuur op de eilanden ligt hoger dan die op Madeira en de zeetemperatuur blijft het hele jaar lang comfortabel warm. Jacques-Yves Cousteau zei ooit dat hij het water rond de Ilhas Selvagens het helderste ter wereld vond. In 2003 werden de eilanden door Portugal voorgedragen voor de Werelderfgoedlijst van UNESCO. Bezoekers van de eilanden dienen een bijzondere toelating te verkrijgen van het Parque Natural da Madeira.
In 1971 werden de eilanden door Portugal tot natuurreservaat (Reserva das Selvagens) uitgeroepen, dat niet alleen het land maar ook het continentaal plat tot een diepte van 200 meter omvat.
Het wetenschappelijk belang van de eilanden volgt niet alleen uit de zeevogels zoals verschillende soorten stormvogels, noordelijke en zuidelijke stormvogeltjes en de Dougalls stern die er nestelen, maar ook uit de mariene biodiversiteit en de unieke flora, voornamelijk op Selvagem Pequena en de rotspunt Fora omdat daar nooit vreemde planten of dieren zijn ingevoerd. De archipel wordt jaarlijks door wetenschappelijke expedities bezocht.